# Otok, Cerknica
Otok este o localitate din comuna Cerknica, Slovenia, cu o populație de 31 de locuitori.